# José Acasuso
José Javier (Chucho) Acasuso (Posadas, 20 oktober 1982) is een voormalig professioneel tennisser uit Argentinië. Acasuso is een gravelspecialist en staat bekend om zijn goede opslag.

## Palmares
| Legenda                       | Legenda               |
| ----------------------------- | --------------------- |
| Grand Slam                    |                       |
| Olympische Spelen             |                       |
| tot 2009                      | vanaf 2009            |
| Tennis Masters Cup            | ATP Finals            |
| ATP Masters Series            | ATP Tour Masters 1000 |
| ATP International Series Gold | ATP Tour 500          |
| ATP International Series      | ATP Tour 250          |

### Enkelspel
| Nr.                  | Datum             | Toernooi             | Ondergrond | Tegenstander in finale | Score                      |         |
| -------------------- | ----------------- | -------------------- | ---------- | ---------------------- | -------------------------- | ------- |
| Gewonnen ATP-finales |                   |                      |            |                        |                            |         |
| 1.                   | 28 juli 2002      | ATP Sopot            | Gravel     | Franco Squillari       | 2-6, 6-1, 6-3              | Details |
| 2.                   | 19 september 2004 | ATP Boekarest        | Gravel     | Igor Andrejev          | 6-3, 6-0                   | Details |
| 3.                   | 5 februari 2006   | ATP Viña del Mar     | Gravel     | Nicolás Massú          | 6-4, 6-3                   | Details |
| Verloren ATP-finales |                   |                      |            |                        |                            |         |
| 1.                   | 25 februari 2001  | ATP Buenos Aires (1) | Gravel     | Gustavo Kuerten        | 1-6, 3-6                   | Details |
| 2.                   | 15 september 2002 | ATP Boekarest        | Gravel     | David Ferrer           | 3-6, 2-6                   | Details |
| 3.                   | 29 september 2002 | ATP Palermo          | Gravel     | Fernando Gonzalez      | 7-5, 3-6, 1-6              | Details |
| 4.                   | 15 augustus 2004  | ATP Sopot (1)        | Gravel     | Rafael Nadal           | 3-6, 4-6                   | Details |
| 5.                   | 23 juli 2006      | ATP Stuttgart        | Gravel     | David Ferrer           | 4-6, 6-3, 7-6(3), 5-7, 4-6 | Details |
| 6.                   | 5 augustus 2007   | ATP Sopot (2)        | Gravel     | Tommy Robredo          | 5-7, 0-6                   | Details |
| 7.                   | 24 februari 2008  | ATP Buenos Aires (2) | Gravel     | David Nalbandian       | 6-3, 6-7(5), 4-6           | Details |
| 8.                   | 8 februari 2009   | ATP Viña del Mar     | Gravel     | Fernando Gonzalez      | 1-6, 3-6                   | Details |
| Gewonnen challengers |                   |                      |            |                        |                            |         |
| 1.                   | 22 april 2001     | Bermuda              | Gravel     | David Sanchez          | 7-6(4), 6-1                |         |
| 2.                   | 4 augustus 2002   | San Marino           | Gravel     | Albert Portas          | 3-6, 6-3, 6-2              |         |
| 3.                   | 2 mei 2010        | Tunis                | Gravel     | Daniel Brands          | 6-3, 6-4                   |         |
| 4.                   | 17 april 2011     | Blumenau             | Gravel     | Marcelo Demoliner      | 6-2, 6-2                   |         |

### Dubbelspel
| Nr.                  | Datum             | Toernooi             | Ondergrond    | Partner               | Tegenstanders in finale          | Score            | Details |
| -------------------- | ----------------- | -------------------- | ------------- | --------------------- | -------------------------------- | ---------------- | ------- |
| Gewonnen ATP-finales |                   |                      |               |                       |                                  |                  |         |
| 1.                   | 25 juli 2004      | ATP Umag             | Gravel        | Flávio Saretta        | Jaroslav Levinský David Škoch    | 4-6, 6-2, 6-4    | Details |
| 2.                   | 24 juli 2005      | ATP Stuttgart        | Gravel        | Sebastián Prieto      | Mariano Hood Tommy Robredo       | 7-6(4), 6-3      | Details |
| 3.                   | 18 september 2005 | ATP Boekarest        | Gravel        | Sebastián Prieto      | Victor Hănescu Andrei Pavel      | 6-3, 4-6, 6-3    | Details |
| 4.                   | 6 februari 2006   | ATP Viña del Mar (1) | Gravel        | Sebastián Prieto      | Leoš Friedl František Čermák     | 7-6(2), 6-4      | Details |
| 5.                   | 3 februari 2008   | ATP Viña del Mar (2) | Gravel        | Sebastián Prieto      | Máximo González Juan Mónaco      | 6-1, 3-0, opgave | Details |
| Verloren ATP-finales |                   |                      |               |                       |                                  |                  |         |
| 1.                   | 18 juli 2004      | ATP Amersfoort       | Gravel        | Luis Horna            | Jaroslav Levinský David Škoch    | 0-6, 6-2, 5-7    | Details |
| 2.                   | 19 september 2004 | ATP Boekarest        | Gravel        | Óscar Hernández       | Lucas Arnold Ker Mariano Hood    | 6-7(5), 1-6      | Details |
| 3.                   | 13 februari 2005  | ATP Buenos Aires     | Gravel        | Sebastián Prieto      | Leoš Friedl František Čermák     | 2-6, 5-7         | Details |
| 4.                   | 20 februari 2005  | ATP Costa do Sauípe  | Gravel        | Ignacio González King | Leoš Friedl František Čermák     | 4-6, 4-6         | Details |
| 5.                   | 10 juli 2005      | ATP Båstad           | Gravel        | Sebastián Prieto      | Jonas Björkman Joachim Johansson | 2-6, 3-6         | Details |
| 6.                   | 9 oktober 2005    | ATP Metz             | Hardcourt (i) | Sebastián Prieto      | Michaël Llodra Fabrice Santoro   | 2-5, 5-3, 4-5(4) | Details |
| Gewonnen challengers |                   |                      |               |                       |                                  |                  |         |
| 1.                   | 22 september 2002 | Szczecin             | Gravel        | Andrés Schneiter      | Leoš Friedl David Škoch          | 6-4, 7-5         |         |

## Resultaten grote toernooien
| Legenda | Legenda                          |
| ------- | -------------------------------- |
| g.t.    | geen toernooi gehouden           |
| l.c.    | lagere categorie                 |
| –       | niet deelgenomen                 |
| G       | uitgeschakeld in de groepsfase   |
| 1R      | uitgeschakeld in de eerste ronde |
| 2R      | uitgeschakeld in de tweede ronde |
| 3R      | uitgeschakeld in de derde ronde  |
| 4R      | uitgeschakeld in de vierde ronde |
| KF      | uitgeschakeld in de kwartfinale  |
| HF      | uitgeschakeld in de halve finale |
| F       | de finale verloren               |
| W       | het toernooi gewonnen            |
| w-v     | winst/verlies-balans             |

### Enkelspel
| toernooi              | 2001 | 2002 | 2003 | 2004 | 2005 | 2006 | 2007 | 2008 | 2009 | 2010 |
| --------------------- | ---- | ---- | ---- | ---- | ---- | ---- | ---- | ---- | ---- | ---- |
| grandslamtoernooien   |      |      |      |      |      |      |      |      |      |      |
| Australian Open       | –    | 2R   | 2R   | 1R   | 1R   | 1R   | 1R   | 1R   | –    | 1R   |
| Roland Garros         | 2R   | 1R   | 1R   | –    | 4R   | 2R   | 1R   | 2R   | 2R   | –    |
| Wimbledon             | 1R   | 1R   | 1R   | 1R   | 1R   | –    | –    | –    | 1R   | –    |
| US Open               | 1R   | 1R   | 1R   | 1R   | 2R   | 1R   | 2R   | 2R   | 3R   |      |
| ATP World Tour Finals |      |      |      |      |      |      |      |      |      |      |
| ATP World Tour Finals | –    | –    | –    | –    | –    | –    | –    | –    | –    | –    |
| ATP Masters 1000      |      |      |      |      |      |      |      |      |      |      |
| Indian Wells          | –    | –    | 1R   | –    | 1R   | 2R   | 3R   | 1R   | 1R   | –    |
| Miami                 | –    | 1R   | 2R   | –    | 2R   | 2R   | 2R   | 4R   | 1R   | –    |
| Monte Carlo           | –    | –    | 1R   | –    | –    | 2R   | 1R   | 1R   | 1R   | –    |
| Madrid                | g.t. | 2R   | –    | –    | 3R   | 1R   | –    | –    | 1R   | –    |
| Rome                  | –    | 1R   | –    | –    | –    | 2R   | 3R   | 2R   | 1R   | –    |
| Hamburg               | –    | –    | –    | –    | –    | HF   | 3R   | 2R   | l.c  | l.c  |
| Stuttgart Indoor      | –    | l.c. | l.c. | l.c. | l.c. | l.c. | l.c. | l.c. | l.c. | l.c. |
| Montréal/Toronto      | –    | –    | 2R   | –    | 1R   | KF   | –    | 3R   | –    | –    |
| Cincinnati            | –    | –    | 1R   | –    | KF   | 1R   | –    | 2R   | 2R   | –    |
| Shanghai              | g.t. | g.t. | g.t. | g.t. | g.t. | g.t. | g.t. | g.t. | 1R   | –    |
| Parijs                | –    | –    | –    | –    | –    | 1R   | –    | –    | –    | –    |
| olympisch             |      |      |      |      |      |      |      |      |      |      |
| Olympische Spelen     | g.t. | g.t. | g.t. | –    | g.t. | g.t. | g.t. | –    | g.t. | g.t. |
| statistieken          |      |      |      |      |      |      |      |      |      |      |
| totaal aantal titels  | 0    | 1    | 0    | 1    | 0    | 1    | 0    | 0    | 0    | 0    |
| eindejaarsranking     | 86   | 41   | 101  | 67   | 40   | 27   | 65   | 48   | 51   | 253  |

### Dubbelspel
| toernooi             | 2003 | 2004 | 2005 | 2006 | 2007 | 2008 | 2009 | 2010 |
| -------------------- | ---- | ---- | ---- | ---- | ---- | ---- | ---- | ---- |
| grandslamtoernooien  |      |      |      |      |      |      |      |      |
| Australian Open      | 1R   | –    | 1R   | 3R   | 1R   | 1R   | –    | 1R   |
| Roland Garros        | 1R   | –    | –    | 2R   | –    | 2R   | KF   | –    |
| Wimbledon            | 1R   | –    | 1R   | –    | –    | –    | 1R   | –    |
| US Open              | 1R   | 1R   | 2R   | 1R   | 1R   | 1R   | 1R   | –    |
| ATP Masters 1000     |      |      |      |      |      |      |      |      |
| Indian Wells         | –    | –    | –    | 1R   | –    | –    | –    | –    |
| Miami                | –    | –    | 2R   | 1R   | –    | 1R   | 1R   | –    |
| Monte Carlo          | –    | –    | –    | HF   | 2R   | 1R   | –    | –    |
| Madrid               | –    | –    | –    | –    | –    | –    | –    | –    |
| Rome                 | –    | –    | –    | 1R   | 1R   | 1R   | –    | –    |
| Hamburg              | –    | –    | –    | 1R   | –    | –    | l.c  | l.c  |
| Montreal/Toronto     | –    | –    | –    | 1R   | –    | –    | –    | –    |
| Cincinnati           | –    | –    | –    | 2R   | –    | –    | –    | –    |
| Shanghai             | g.t  | g.t  | g.t  | g.t  | g.t  | g.t  | –    | –    |
| Parijs               | –    | –    | –    | –    | –    | 2R   | –    | –    |
| olympisch            |      |      |      |      |      |      |      |      |
| Olympische Spelen    | g.t. | –    | g.t. | g.t. | g.t. | –    | g.t. | g.t. |
| statistieken         |      |      |      |      |      |      |      |      |
| totaal aantal titels | 0    | 1    | 2    | 1    | 0    | 1    | 0    | 0    |
| eindejaarsranking    | 188  | 99   | 35   | 51   | 135  | 85   | 133  | 737  |